# 2e Convention nationale acadienne
La IIe convention nationale acadienne a lieu en 1884 à Miscouche, à l'Île-du-Prince-Édouard (Canada).
Le drapeau de l'Acadie est choisi, de même que l'insigne acadienne et la devise nationale, L'union fait la force ; le choix de l'hymne national est moins clair et l'Ave Maris Stella l'emporte.

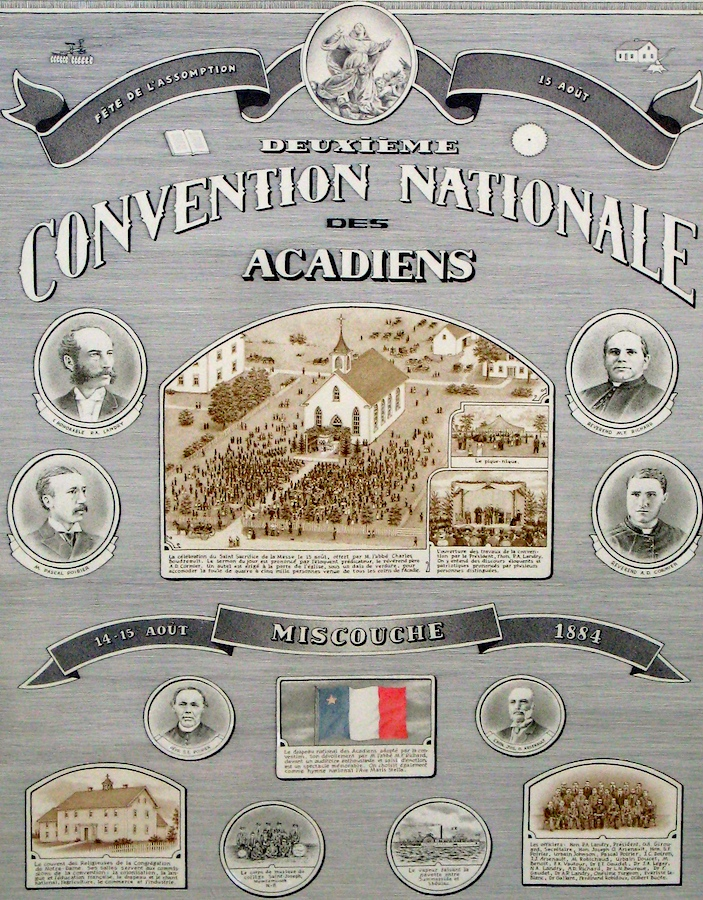
Affiche annonçant la convention.
Le drapeau de l'Acadie.
L'insigne acadienne.